# Тищенко Віктор Іванович
Ві́ктор Іва́нович Ти́щенко (16 березня 1917, село Хмельовик, нині Баришівського району Київської області — 23 грудня 1987, Кам'янець-Подільський) — український літературознавець, педагог. Доктор філологічних наук (1976). Професор (1979).

## Біографічні відомості
Закінчив 1935 року середню школу в Чернігові, 1940 року літературний факультет Ніжинського педагогічного інституту (з відзнакою). Працював завідувачем музею, вступив до аспірантури.
Учасник Великої Вітчизняної війни (активний член підпільної організації, зв'язаної з партизанським загоном «За Родину»).
У 1943—1947 роках — викладач Ніжинського педагогічного інституту. Від 9 жовтня 1947 року працював у Кам'янець-Подільському педагогічному інституті (нині Кам'янець-Подільський національний університет): асистент, старший викладач, доцент кафедри російської мови і літератури, декан історико-філологічного факультету (від 1962 року), проректор з навчальної та наукової роботи (від 1967 року), завідувач кафедри російської і зарубіжної літератури.
Захистив 1951 року кандидатську, 1976 року — докторську дисертації. Від 1979 року — професор. Докторська дисертація «Проблеми літературної кармалюкіани. Життєва і художня правда характеру».